# Benjamin Maas
Benjamin Maas (Schwäbisch Hall, 1989. január 23. –) német labdarúgó.

## Pályafutása
Maas 19 évesen távozott a VfB Stuttgarttól. Az SV Sandhausenhez írt alá, itt azonban nem lépett pályára. Egy év múlva az 1899 Hoffenheim II-höz szerződött, ahol ötödosztályú bajnoki címet nyert. A következő két szezont az SpVgg Greuther Fürth II-nál töltötte. 2012-ben a harmadosztályú  SV Darmstadt 98-ba igazolt. Augusztusban debütált, a Preußen Münster 2–1-es legyőzésekor Benjamin Gorka helyére állt be. A szezon során legtöbbször csere volt. 2014-2018 között a Wormatia Worms játékosa.